# Vladimirskaja-kathedraal
De Vladimirskaja-kathedraal (Russisch: Владимирская церковь) of Kathedraal van het icoon van de Moeder Gods van Vladimir is een Russisch-orthodoxe kathedraal in Sint-Petersburg.

## Geschiedenis
De Vladimirskajakathedraal werd gebouwd in de periode 1761-1769 op de plaats van een houten kerk uit 1747. De architectuur van de kerk wordt toegeschreven aan Pietro Antonio Trezzini. Inwijding van de kerk vond plaats op 9 april 1783. De priester die belast werd met de fondsenwerving voor de bouw zou de wijding zelf niet meer meemaken. Hij werd in 1770 vermoord in zijn nabijgelegen huis. Zijn moordenaars hadden verwacht grote hoeveelheden geld te vinden, maar vonden slechts een klein bedrag. De priester werd bij de kerk begraven en in 1998 plaatste de kerk een marmeren kruis op het graf ter nagedachtenis aan de priester.
De kerk bestaat uit een boven- en benedenkerk. De benedenkerk werd gewijd aan Johannes Damascenus en de bovenkerk aan het icoon van de Moeder Gods van Vladimir. In 1791 werd een vrijstaande klokkentoren naar ontwerp van Giacomo Quarenghi voltooid. Het portaal, de kapel en het hek zijn 19e-eeuwse toevoegingen. Ter gelegenheid van de viering van het 900-jarige jubileum van de kerstening van Rusland in 1888 werd de kerk grondig gerenoveerd. De kerk kende tal van bekende parochianen als Fjodor Dostojevski, Nikolaj Nekrasov en Alexander Koeprin.

## Sovjetperiode
De kerk werd gesloten in 1932 en werd een filiaal van de openbare bibliotheek. Na de oorlog werd een productiebedrijf in het gebouw gevestigd. Geleidelijk aan werd het interieur van de kerk vernield. Vanaf 1960 keerde het tij voor het gebouw en werd de monumentale waarde van het gebouw erkend.

## Heropening
De kerk werd in 1989 teruggegeven aan de Russisch-orthodoxe Kerk. De wijding van de kerk vond plaats op 7 april 1990. Sindsdien is er veel gewerkt aan vernieuwing en restauratie van de kerk.
Vanaf het jaar 2000 kreeg de kerk een kathedrale status. Een aangrenzende avenue en plein ontlenen hun naam aan de kerk.

## Architectuur

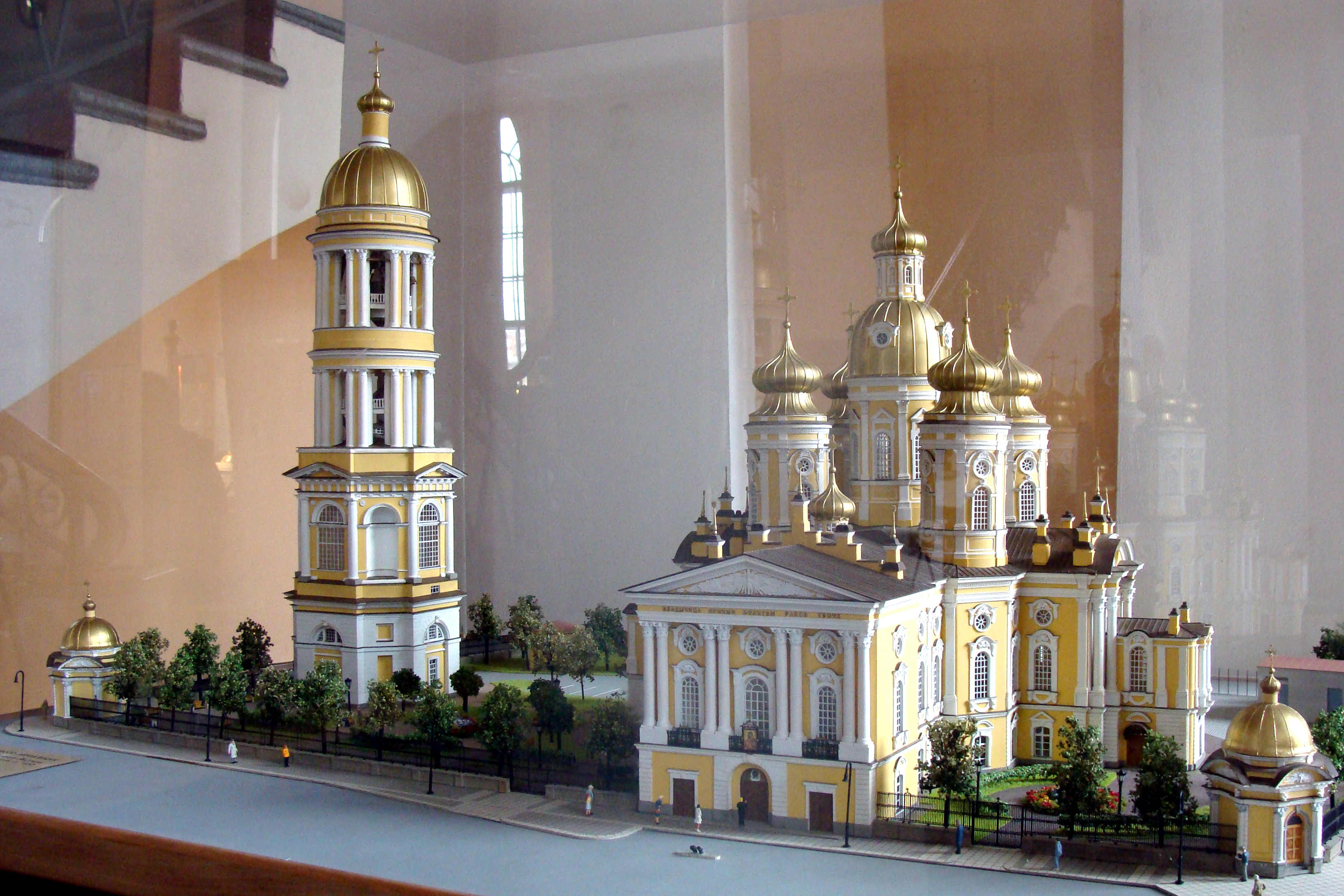
Een schaalmodel van de kathedraal met de klokkentoren

De kerk vertegenwoordigt een overgangsfase van barok naar classicisme. De koepel is versierd met beeltenissen van de vier evangelisten. In de bovenkerk is een 18e-eeuwse iconostase bewaard gebleven. Het interieur van de benedenkerk is onder het bewind van de Sovjet-Unie sinds het midden van de 20e eeuw grotendeels verloren gegaan.